# Strada dei vini e dei sapori del Garda

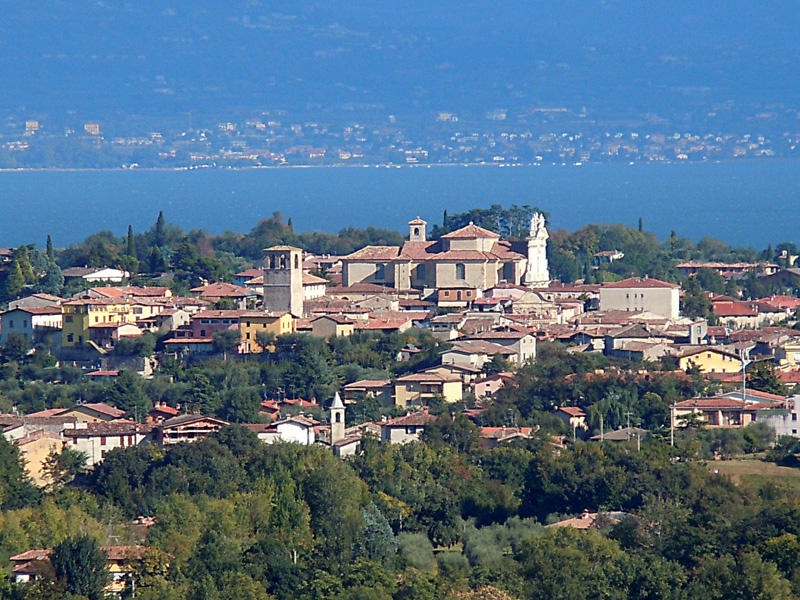
Manerba del Garda, panorama da Polpenazze.

La strada dei vini e dei sapori del Garda è una delle strade del vino presenti in Lombardia, istituita nel 2001 con lo scopo di affermare l'identità storica, culturale, ambientale, sociale ed economica dei comuni partecipanti.
L'associazione raggruppa cantine, frantoi, enti territoriali e strutture ricettive e ristorative con l'obiettivo di valorizzare il territorio e la sua valenza turistica.. 
Rappresenta un territorio contrassegnato da una celebre produzione enologica: tre DOC - Garda classico e San Martino della Battaglia).

## Comuni partecipanti
I comuni che aderiscono all'iniziativa sono:
- Calvagese della Riviera
- Desenzano del Garda
- Gardone Riviera
- Limone sul Garda
- Lonato del Garda
- Manerba del Garda
- Moniga del Garda
- Muscoline
- Padenghe
- Polpenazze del Garda
- Pozzolengo
- Puegnago del Garda
- San Felice del Benaco
- Soiano del Lago
- Toscolano Maderno

## Itinerario
La strada, che ha come base il lago di Garda della sponda bresciana e le sue le attrazioni artistiche, ambientali, culturali, sportive ed enogastronomiche, può essere percorsa seguendo la viabilità storica, percorrendo strade minori e panoramiche in automobile, in bicicletta e a piedi.

## Vini

### D.O.C.
- Lugana
- Garda classico
- San Martino della Battaglia

## Olio

### D.O.P.
- Olio extravergine di oliva Laghi Lombardi